# Maxillaria meridensis
Maxillaria meridensis är en orkidéart som beskrevs av John Lindley. Maxillaria meridensis ingår i släktet Maxillaria och familjen orkidéer. Inga underarter finns listade i Catalogue of Life.